# Splashtop
Splashtop（スプラッシュトップ）は、アメリカ合衆国のDeviceVM（後のSplashtop Inc.）が開発していたLinuxディストリビューションの一つである。

## 概要
Splashtopの最大の特徴は、パソコンの電源を投入して僅か数秒で起動し、さらに各種アプリケーションが使用可能な状態になるという、圧倒的な起動速度の速さにあった。Microsoft Windowsやその他のLinux、Mac OSなどでは通常不可能な起動速度であるため、話題となった。
ヒューレット・パッカードやASUSTeK Computer、Lenovoが製造しているPCの一部にはSplashtopの技術をベースとしたOSをインストールしているものがある。WindowsなどのOSとマルチブートさせており、何らかの操作をユーザーが行うことでSplashtopが起動するようになっており、これをクイック起動モードなどとしてユーザーに提供している。
PCメーカー向けに出荷されていたが、2011年2月下旬より、一般ユーザー向けにも公開された。
なお、ソニーの販売するVAIOのノートパソコンの一部モデルで電源オフ状態からキーボード上部にあるWEBボタンを押すことで起動するWEBブラウザのOSには、Splashtopを使用している。